# Francis Bridgeman
Francis Charles Bridgeman Bridgeman, geboren als Francis Charles Bridgeman Bridgeman-Simpson (Babworth, 7 december 1848 – Nassau, 17 februari 1929), was een officier in de Royal Navy van het Verenigd Koninkrijk. Hij was kortstondig de First Sea Lord van november 1911 tot december 1912, maar trad na een jaar af door een conflict met First Lord of the Admiralty, Winston Churchill (de latere premier).

## Militaire loopbaan
- Cadet: 1862
- Sub-Lieutenant: 1869
- Lieutenant: 8 april 1873
- Commander: 30 juni 1884
- Captain: 1 januari 1890
- Rear Admiral: 12 augustus 1903
- Vice Admiral: 20 februari 1907
- Admiral: 12 april 1911

## Decoraties
- Lid der Vierde Klasse in de Koninklijke Orde van Victoria op 5 mei 1903
- Commandeur in de Koninklijke Orde van Victoria  op 27 februari 1907
- Ridder Commandeur in de Koninklijke Orde van Victoria op 3 augustus 1907
- Ridder Commandeur in de Orde van het Bad op 26 juni 1908
- Ridder Grootkruis in de Koninklijke Orde van Victoria op 24 juni 1911
- Ridder Grootkruis in de Orde van het Bad op 10 december 1912